# ウェスターボーク合成電波望遠鏡

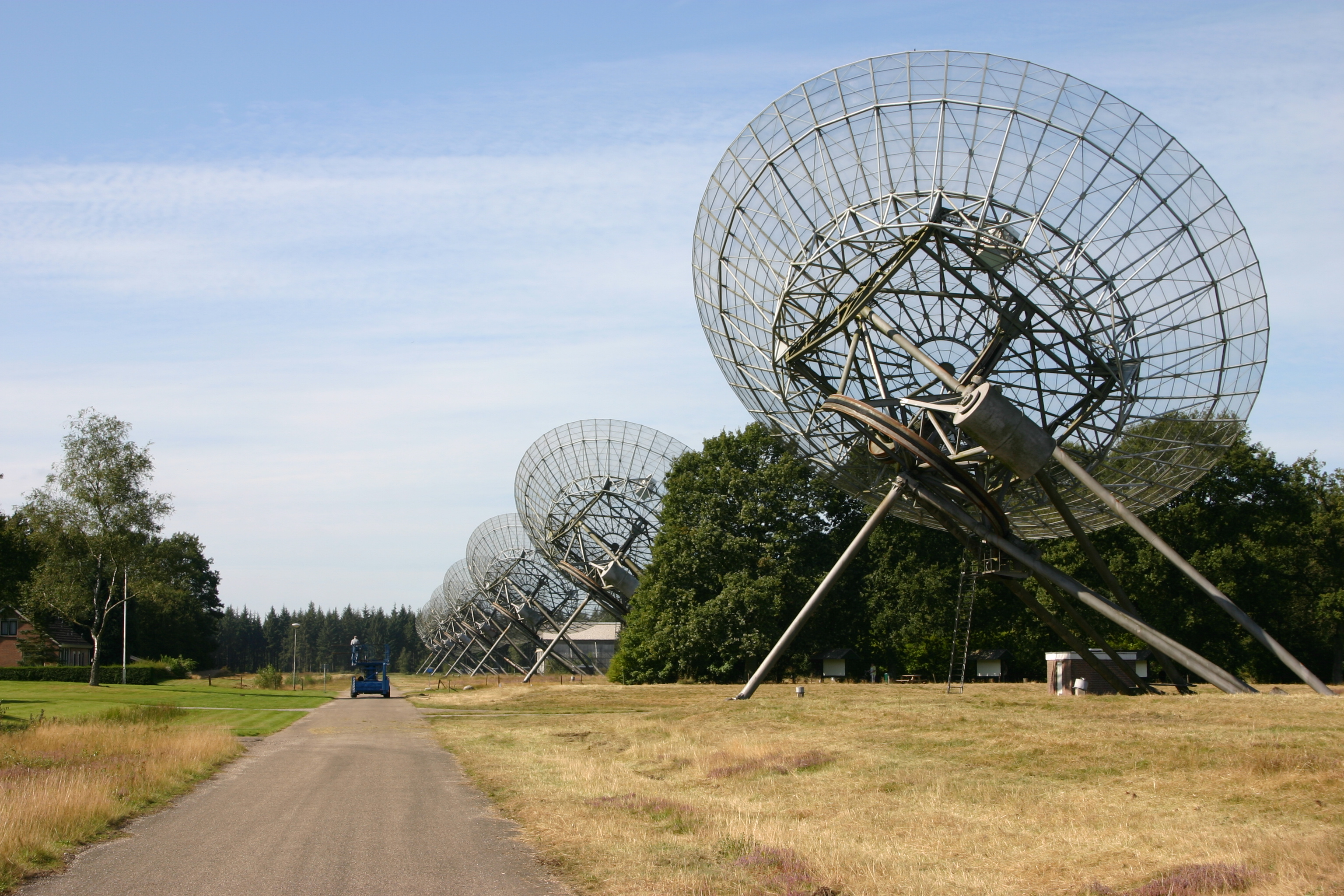
ウェスターボーク合成電波望遠鏡

ウェスターボーク合成電波望遠鏡 (Westerbork Synthesis Radio Telescope、WSRT)は、オランダ北東部、Midden-Drentheのウェスターボーク村の北に立地している電波望遠鏡である。東西2.7kmの基線上に、口径25mのパラボラアンテナ14台が設置されており、電波干渉計として機能する。イギリスのマラード電波天文台にあるOne-Mile TelescopeやRyle Telescopeと似た形状をしている。14台のパラボラアンテナのうち10台は固定されているが、残りの4台は2本の線路を使って基線上で位置を変えることができる。WSRTは1970年に完成し、2000年ごろに大規模な改修を受けた。
WSRTは120MHzから8.3GHzまでのいくつかの周波数帯で観測を行うことができる。WSRTは世界中の電波望遠鏡と組み合わせ、超長基線電波干渉法(VLBI)で巨大な電波望遠鏡の一部として使うことができる。特に、ヨーロッパVLBIネットワークの一部として活躍している。WSRTはオランダの天文学研究機関アストロンによって運営されている。